# Bathycongrus parviporus
Bathycongrus parviporus és una espècie de peix marí pertanyent a la família dels còngrids i a l'ordre dels anguil·liformes.

## Descripció
Musell curt. Cua esvelta i relativament curta. Pel seu nombre de porus preanals, aquesta espècie és similar a Bathycongrus bleekeri, però se'n diferencia per posseir un nombre més gran de vèrtebres (120-122), més radis branquiòstegs (9-10), un cap més curt i algunes altres proporcions del cap i del cos. Els adults presenten una sèrie de petits melanòfors just a sota de la línia lateral.

## Hàbitat i distribució geogràfica
És un peix marí, bentopelàgic i de clima tropical, el qual viu al mar de la Xina Meridional (les costes centrals del Vietnam).

## Observacions
És inofensiu per als humans i el seu índex de vulnerabilitat és de baix a moderat (29 de 100).